# Jednostka stratygraficzna
Jednostka stratygraficzna – jednostka stosowana w stratygrafii geologicznej lub archeologicznej. 
W archeologii jednostka stratygraficzna (inna nazwa warstwa archeologiczna) – to najmniejsza wyróżnialna w czasie wykopalisk archeologicznych część stratyfikacji stanowiska archeologicznego, stanowiąca materialny ślad jednego zdarzenia (spowodowanego przez człowieku lub przez siły przyrody), które dokonało się w przeszłości (np. wykopania jamy, wzniesienia muru, zdeponowania odpadków konsumpcyjnych czy pożaru).
W geologii jednostka stratygraficzna obejmuje skały zgrupowane według podobieństw litologicznych (litostratygrafia), paleontologicznych (biostratygrafia) lub czasowych (chronostratygrafia). Odnosi się też do podziału czasu geologicznego geochronologia.